# Peter Stein (Romanist)
Peter Stein (* 1947) ist ein deutscher Romanist.

## Leben
Nach dem Abitur am 4. November 1966 am Gymnasium Philippinum (Marburg) studierte er von 1966 bis 1972 Romanistik und Germanistik in Marburg und Aix-en-Provence. Nach der Promotion 1981 und Habilitation 1990 in Regensburg lehrt er dort als außerplanmäßiger Professor.

## Schriften (Auswahl)
- Connaissance et emploi des langues à l'Ile Maurice (= Kreolische Bibliothek. Band 2). Buske, Hamburg 1982, ISBN 3-87118-504-3 (zugleich Dissertation, Regensburg 1981).
- Kreolisch und Französisch (= Romanistische Arbeitshefte. Band 25). Niemeyer, Tübingen 1984, ISBN 3-484-54025-7.
  - Kreolisch und Französisch (= Romanistische Arbeitshefte. Band 25). 2. neu bearbeitete und ergänzte Auflage, De Gruyter, Berlin/Boston 2017, ISBN 978-3-11-040088-5.
- als Herausgeber: Christian Georg Andreas Oldendorp: Criolisches Wörterbuch. Erster zu vermehrender und wo nöthig zu verbessernder Versuch [1767/68], (= Lexicographica, series maior. Band 69). Niemeyer, Tübingen 1996, ISBN 3-484-30969-5.
- Untersuchungen zur Verbalsyntax der Liviusübersetzungen in die romanischen Sprachen. Ein Versuch zur Anwendung quantitativer Methoden in der historisch-vergleichenden Syntax (= Beihefte zur Zeitschrift für romanische Philologie. Band 287). Niemeyer, Tübingen 1997, ISBN 3-484-52287-9 (zugleich Habilitationsschrift, Regensburg 1990).
- als Herausgeber mit Gudrun Meier, Stephan Palmié und Horst Ulbricht: Christian Georg Andreas Oldendorp: Historie der caribischen Inseln Sanct Thomas, Sanct Crux und Sanct Jan, insbesondere der dasigen Neger und der Mission der Evangelischen Brüder unter denselben. Erster Teil. Kommentierte Ausgabe des vollständigen Manuskriptes aus dem Archiv der Evangelischen Brüder-Unität Herrnhut (= Abhandlungen und Berichte des Staatlichen Museums für Völkerkunde Dresden. Band 51, Monographien 9,1). VWB – Verlag für Wissenschaft und Bildung, Berlin 2000, ISBN 3-86135-099-8.
- als Herausgeber mit Hartmut Beck, Gudrun Meier, Stephan Palmié, Aart H. van Soest und Horst Ulbricht: Christian Georg Andreas Oldendorp: Historie der caribischen Inseln Sanct Thomas, Sanct Crux und Sanct Jan, insbesondere der dasigen Neger und der Mission der Evangelischen Brüder unter denselben. Zweiter Teil: Die Missionsgeschichte. Kommentierte Ausgabe des vollständigen Manuskriptes aus dem Archiv der Evangelischen Brüder-Unität Herrnhut (= Abhandlungen und Berichte des Staatlichen Museums für Völkerkunde Dresden. Band 51, Monographien 9,2). VWB – Verlag für Wissenschaft und Bildung, Berlin 2002, ISBN 3-86135-118-8.